# Áreas protegidas en Córcega

Córcega

En la isla de Córcega hay una extensa área protegida bajo el nombre de Parque natural regional de Córcega, de 4402 km2, 1 reserva de la biosfera de la Unesco, 7 áreas de protección especial, 11 sitios de importancia comunitaria, 1 sitio patrimonio de la humanidad, 5 reservas biológicas y 5 humedales de importancia internacional o sitios Ramsar que ocupan 21,35 km2, así como una veintena de áreas de importancia para las aves (IBA) y una serie de bosques estatales que ocupan unos 502 km2.

## Parques naturales
- Parque natural regional de Córcega, 4495 km2, desde 1972.[1]

## Reservas de la biosfera de la Unesco

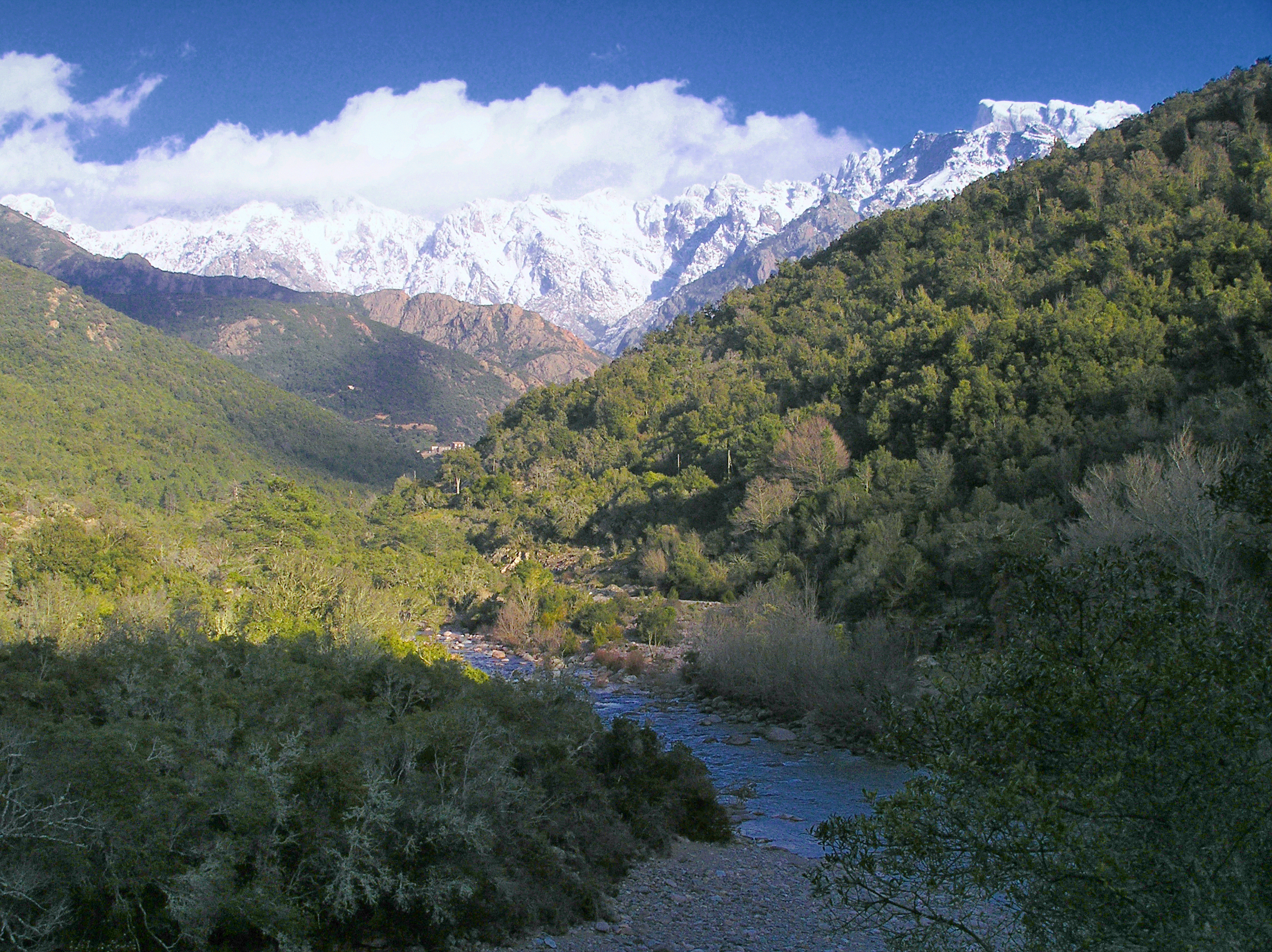
Valle del Fango

- Falasorma-Dui Sevi, 864,29 km2. En el noroeste de Córcega, esta reserva seguía inicialmente, desde 1977, los límites de la cuenca del río Fango, de 22,6 km de longitud y una cuenca de 129 km2 en el departamento de la Alta Córcega. En 1990 y 2020 su extensión se amplía hasta los 864 km2, con 263 km2  de espacio marino, englobando también el valle del río Porto, que está en el departamento más meridional de Corcega del Sur, y los golfos de Galeria, en el río Fango y de Porto, en el río Porto. La reserva se extiende desde las profundidades del Golfo de Porto, que alcanzan los 1500 m bajo el nivel del mar, hasta los 2556 m de altitud de la Punta Minuta, abarcando así todos los ecosistemas insulares, acantilados, grutas marinas, playas, maquis (matorral mediterráneo), bosques y montañas. Hay poco más de 3000 habitantes en 12 localidades que viven de la pesca, la agricultura, la artesanía, los productos de la tierra y sobre todo el turismo en verano.[2]

## Patrimonio de la humanidad

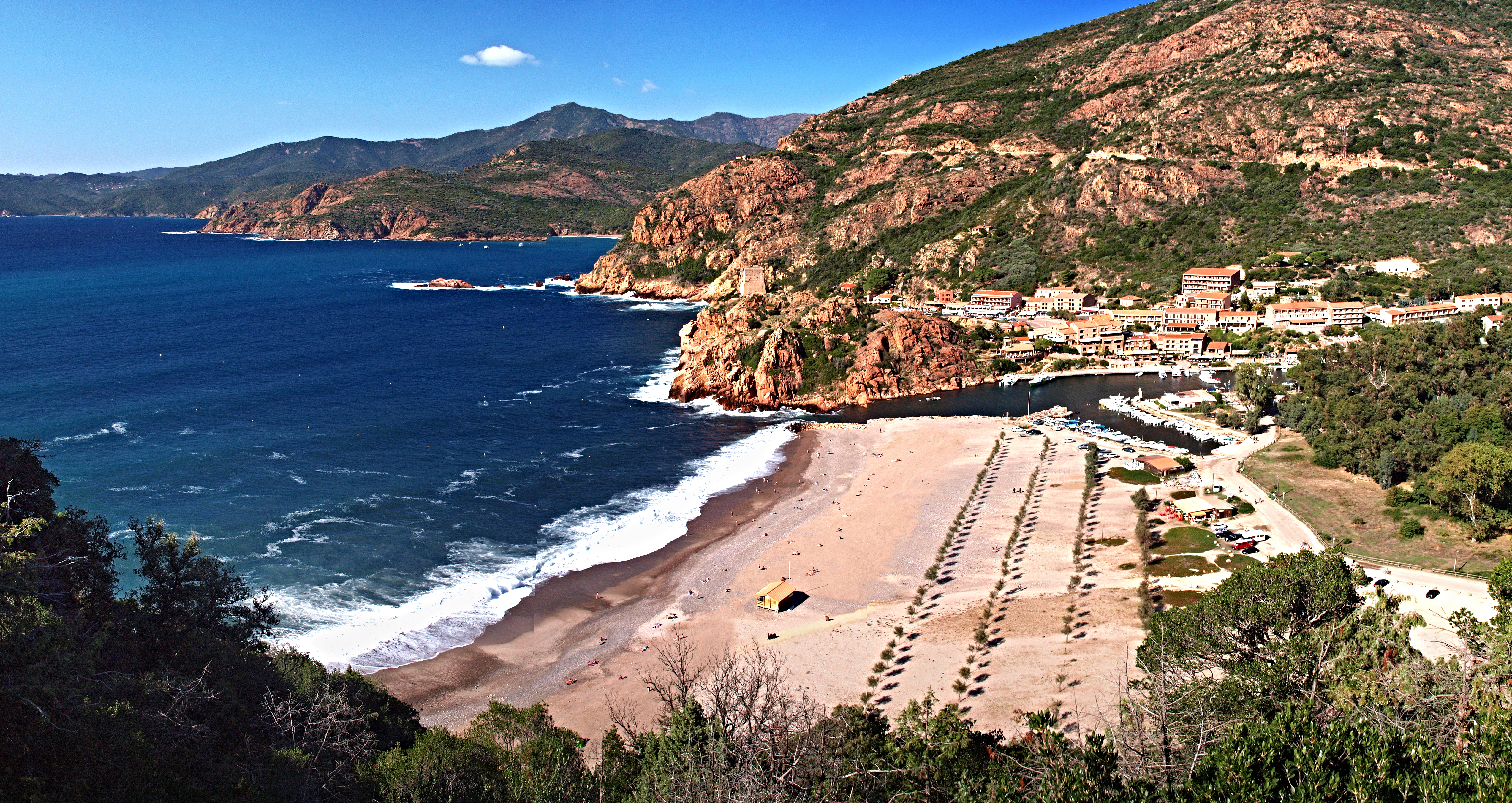
Golfo de Porto

- Golfo de Porto: Calanques de Piana, Golfo de Girolata, Reserva de Scandola, 11,800 km2. La reserva natural de Scandola, parte del Parque natural regional de Córcega, ocupa la península de Scandola, un macizo rocoso porfírico cubierto de matorrales (maquis), donde anidan gaviotas, cormoranes y águilas marinas. El Golfo de Porto forma parte de la llamada Córcega cristalina, hecha de rocas magmáticas, que cubren dos tercios de la isla, al oeste de la isla que une Calvi y el río Solenzara. Los calanques de Piana son calanques, calas estrechas y de paredes abruptas, en Piana, entre Ajaccio y Calvi. Las rocas están llenas de taffoni, cavidades perforadas por las condiciones ambientales. El golfo de Girolata, es idéntico al golfo de Porto, justo al lado, formado por acantilados rojos de más de 300 metros. Las vertientes que rodean el golfo están pobladas de encinas, enebros, madroños, lentiscos, aladiernos, brezos, laureles, mirtos y bojes, mezclados con clemátides, helechos, madreselvas, jaras, romero, zarzamoras y cantueso o lavanda.[3]

## Áreas de protección especial

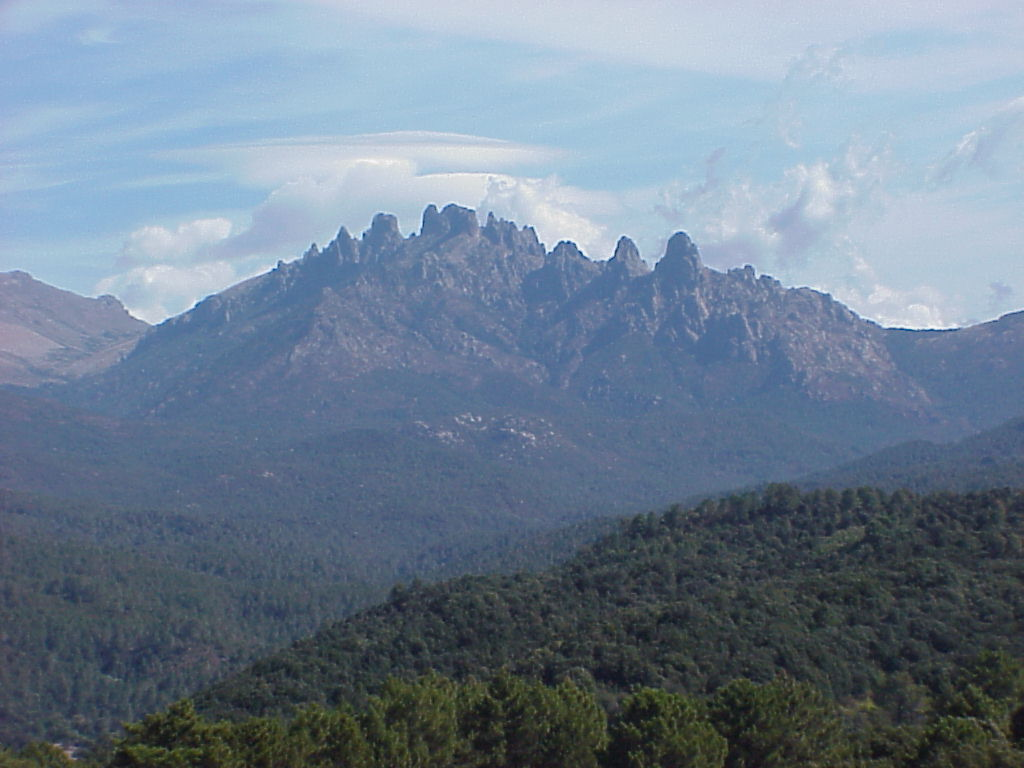
Agujas de Bavella, en Córcega del Sur

- Agujas de Bavella, 18,73 km2. Son un grupo de picos de granito rojo que dominan el collado de Bavella, a 1218 m, que conecta la región de la Alta Rocca, en Córcega del Sur, con la costa este de la isla. El sitio se caracteriza por los picos recortados, las altas paredes rocosas y los pinos en lugares inaccesibles. Hay siete agujas principales, de sur a norte: la Punta di l'Acellu (1588 m), la Punta di l'Ariettu (1591 m), la Punta di a Vacca (1611), la única accesible caminando, la Punta di u Pargulu (1782), separada de las demas por la Bocca di u Pargulu /1662 m), por donde pasa una variante del GR-20, la Punta Longa (1836 m), la Punta Alta (1855 m) y la Punta Iolla (1848 m), separada de la Punta Alta por la Bocca di u Santu (1745 m). El macizo culmina un poco más al norte, en la Punta di u Furnellu y en la Punta Muvrareccia (ambos de 1899 m), bajo la sombra del monte Incudine, de 2134 m. El macizo de Bavella se extiende desde el bosque de Tova, al norte, a los 1381 m del monte Calva, al sur.[4]

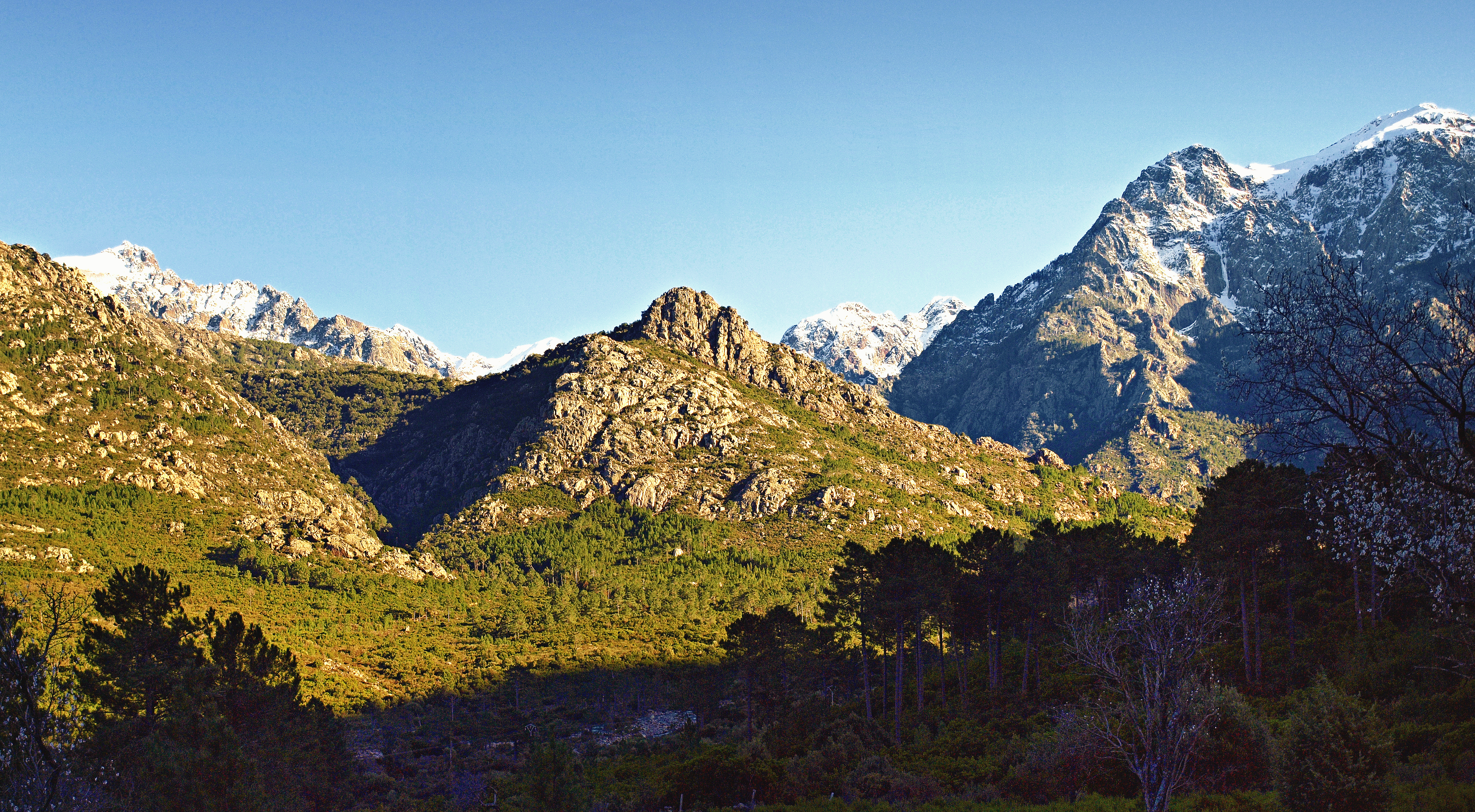
Parte del circo de Bonifatu

- Circo de Bonifatu, 11,37 km2. Incluye el bosque de Bonifatu y el río Figarella. El bosque tiene una extensión de 3 hectáreas, en la comuna de Calenzana, al sur de Moncale, a 20 km de calvi y el mar. A caballo del límite noroeste del Parque natural regional de Córcega. El río Figarella nace al pie de la punta de Spasimata, de 1863 m. El bosque se encuentra en la parte nordeste del vasto bosque comunal de Calenzana-Moncale, en los abruptos flancos del circo de Bonifatu, entre 300 y 2000 m de altitud. El circo está formado por una cresta de cimas entre las que destacan, de norte a sur: Monte Corona (2144 m), con el refugio de l'Ortu di u Piobbu, a 1520 m; Capu Ladroncellu (2 145 m); Capu à u Carrozzu (2139 m), con el refugio de Carozzu, a 1270 m; Capu di a Marcia (2 154 m); A Muvrella (2 148 m) y otra serie de picos que rondan los dos mil metros de altitud, así como pasos de montaña, como la Bocca di a Muvrella, a 2025 m. Estos collados permiten la conexión entre los valles vecinos del Tartagine, Asco y Fango. En el bosque hay pino laricio de Córcega en las alturas hasta 900 m; por debajo, pino negral en medio del maquis, y encina en los valles húmedos.

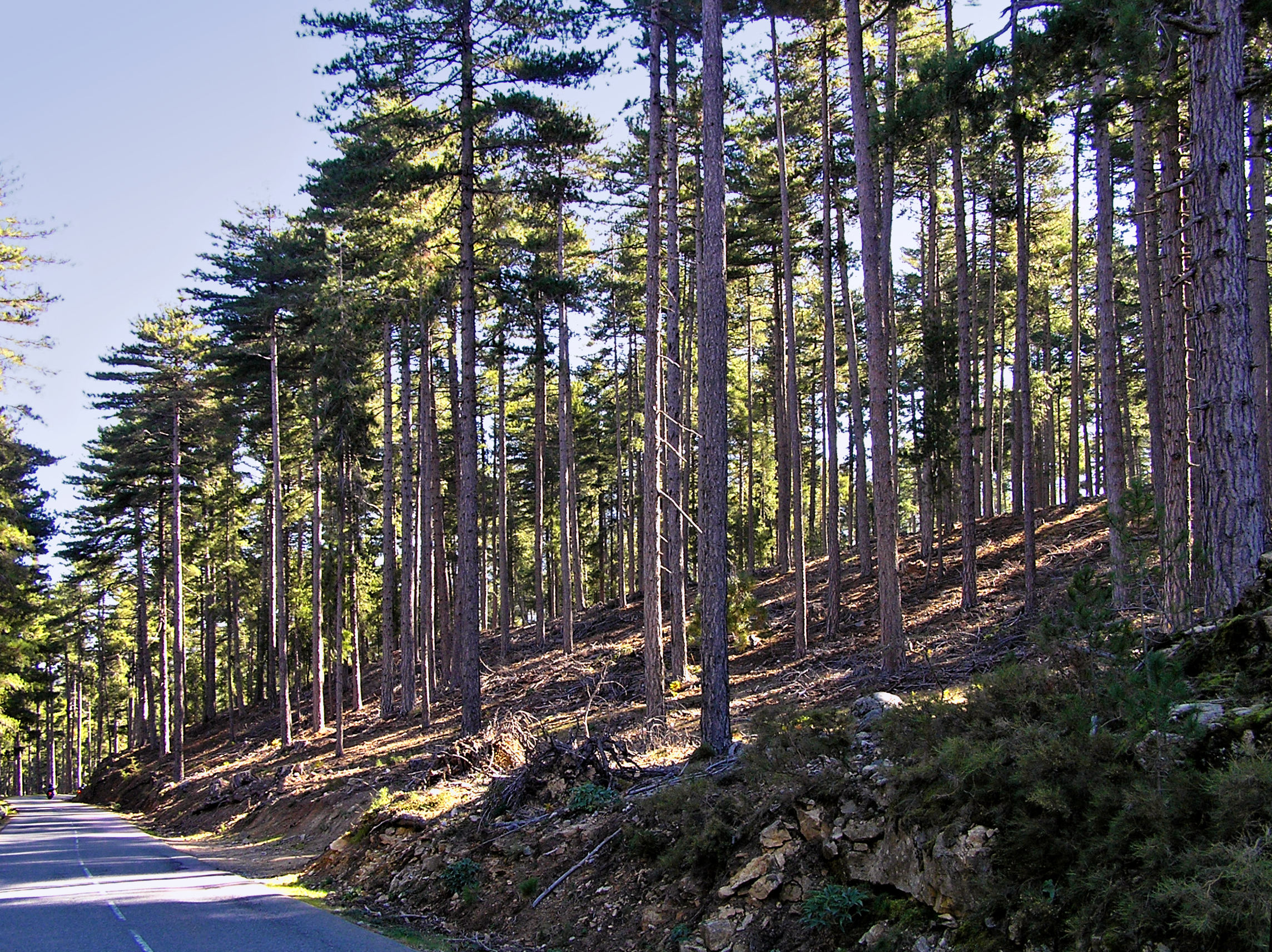
Bosque de Valdu Niellu

- Bosques territoriales de Córcega. En Córcega hay unos 31 bosques territoriales que ocupan el 27% de la superficie forestal de la isla. Son esencialmente bosques de altura donde dominan el haya y el pino laricio, con apenas encinas. Son bosques públicos desde 1851. En 2002 se transfieren a la Colectividad territorial única. El más grande es el de Fangu (116 km2), seguido de L'Ospedale (53 km2), Bavella-Sambuco (46 km2) y Valdu Niellu, (44 km2).[5][6] Dentro de la mayor parte de los bosques (unos 28) hay una zona protegida como área de interés para las aves o IBA, que en total cubre unos 502 km2, entre los 100 y los 2300 m de altitud.[6]

- Golfo de Porto y península de Scandola, 255,76 km2. El golfo de Porto y la reserva de Scandola forman parte del Patrimonio mundial de la humanidad.

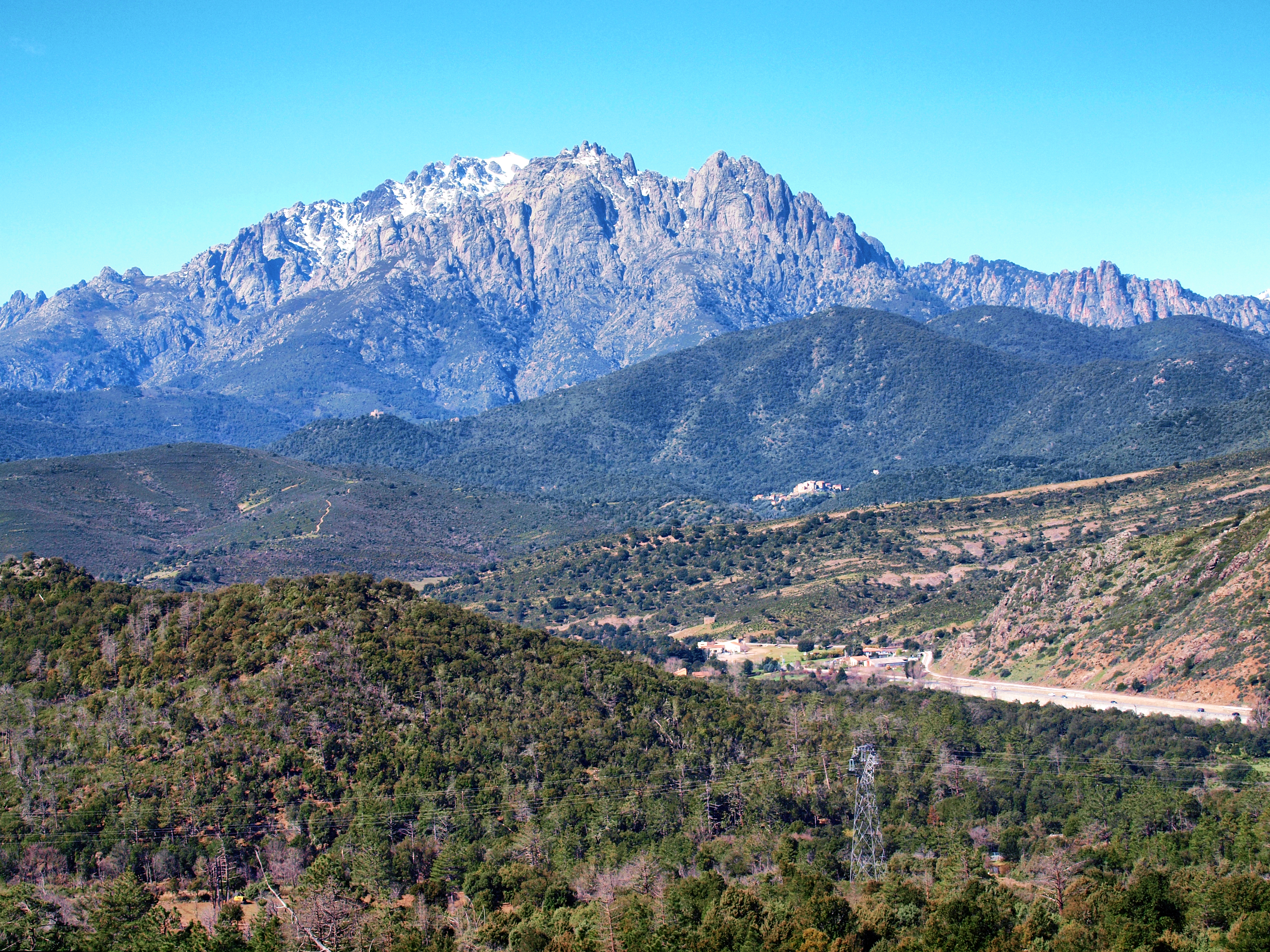
Agujas de Popolasca

- Valle alto de Asco, bosque de Tartagine y agujas de Popolasca, 84 km2. Las agujas de Popolasca son un macizo de la Córcega granítica, de granito rojo adosado al monte Cinto en la Alta Córcega, que culmina a 1929 m en el Turone. El alto Asco es una zona montañosa que forma un vasto circo rodeado de cumbres como el Capu Bianco (2562 m), el Capu a u Verdatu (2583 m), la Punta Selolla (2592 m), el Capu Ciuntrone (2656 m) y el Monte Cinto (2706 m) en la vertiente occidental, de las cuales nace el río Asco. En 1953 se crea la Reserva de caza y de fauna salvaje de Córcega en el alto valle del Asco,para presrvar los últimos muflones llamados de Cinto, que viven entre 755 y 2390 m de altitud en un bosque comunal de 3005 ha. La reserva es adyacente a la reserva de Tartagine. Entre ambas cubren 5288 ha.[7] El bosque de Tartagine parte de la casa forestal de Tartagine, a 745 m y sigue el curso del río Tartagine.[8] El bosque está dominado por el monte Padro, de 2300 m. Está formado principalmente por pino laricio de Córcega, acompañado de encinas, enebros y brezos arborescentes.[9] La Reserva de caza de Tartagine, de 2283 ha, entre 800 y 2390 m de altitud, también alberga muflones de Córcega y gatos salvajes.[10]

- Valle alto del Fium Grossu, 14,92 km2. Está integrado en la zona natural de interés ecológico (ZNIEFF) que comprende los bosques de Libiu, Guagnu (Fium Grossu) y Pastricciola. Asimismo es sitio Natura 2000 desde la vertiente sur de Punta alle Porte (2313 m) por la orilla derecha del Fium Grossu hasta la Bocca Manganello, al este, en el municipio de Guagnu. El sitio es conocido por la reproducción del quebrantahuesos y el águila real en las paredes rocosas del Alto Guagnu (Fium Grossu). Separa los valles de Guagnu y la Restonica, al norte, de la Bocca Manganello, al este.[11] El río Guagnu o Fium Grossu en Córcega del Sur es un afluente del río Liamone. Tiene 18,5 km, nace a 1800 m y confluye con el Liamone en Letia, a 365 m.

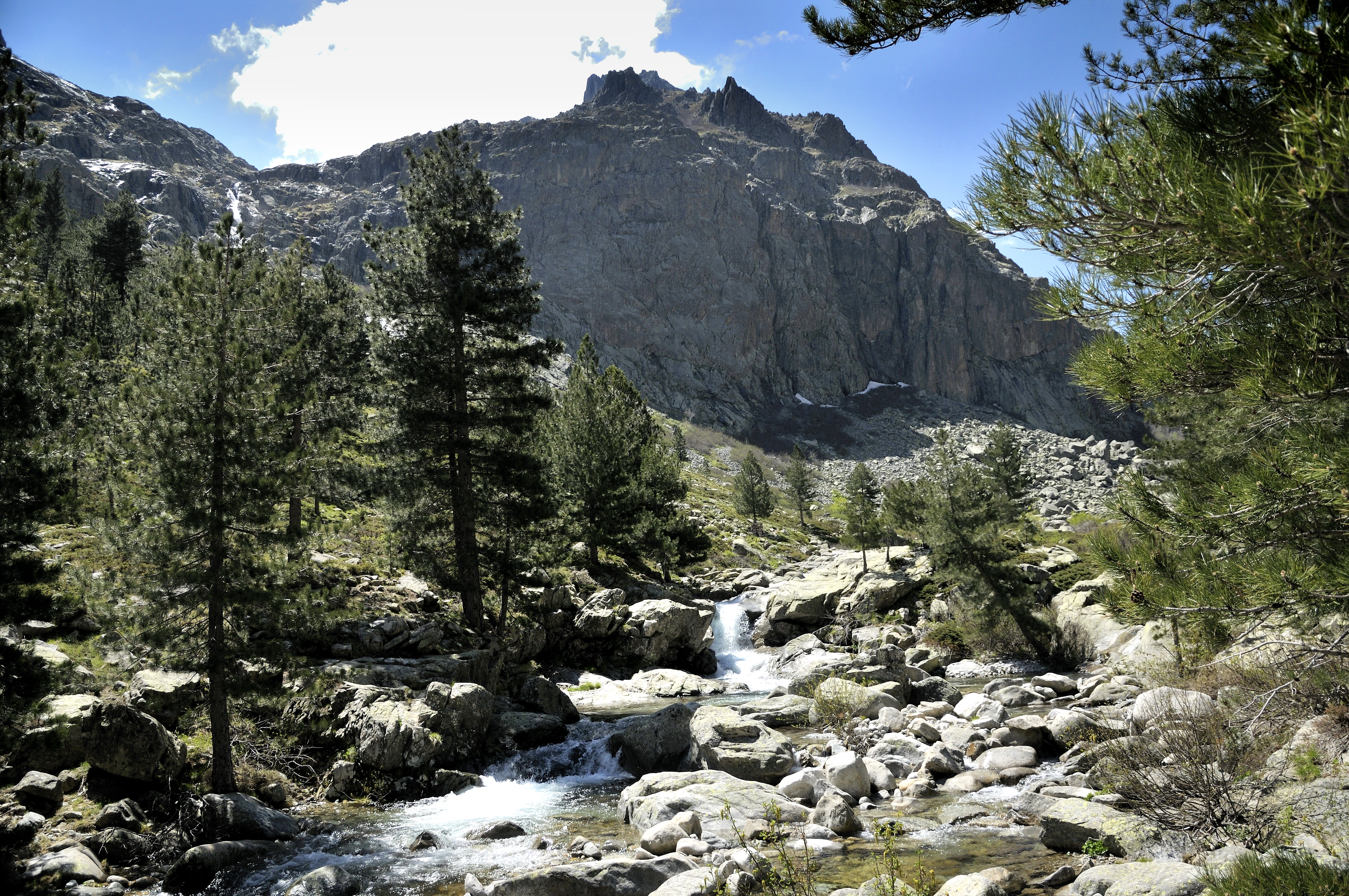
Valle del Restonica

- Valle del Restonica, 64,3 km2. El Restonica es un río de la Alta Córcega, afluente del río Tavignano. Su longitud es de 18,1 km. Nace al oeste del monte Rotondo (2622 m), a 1711 m de altitud, como emisario del lago de Melo (6,5 ha y 20 m de profundidad). Se une al río Tavignano en la localidad de Corte, a 389 m de altitud. El valle es conocido por las gargantas del Restonica.[12] El lugar es muy turístico y se recorre por una variante del G-20. Hay numerosas cascadas y balsas excavadas por el río en el granito en un entorno rocoso sembrado de pinos. Por encima del lago de Melo se alcanza el lago Capitello, a 1930 m, de 5,5 ha y 42 m de profundidad, que permanece helado ocho meses al año.[13]

## Sitios de importancia comunitaria

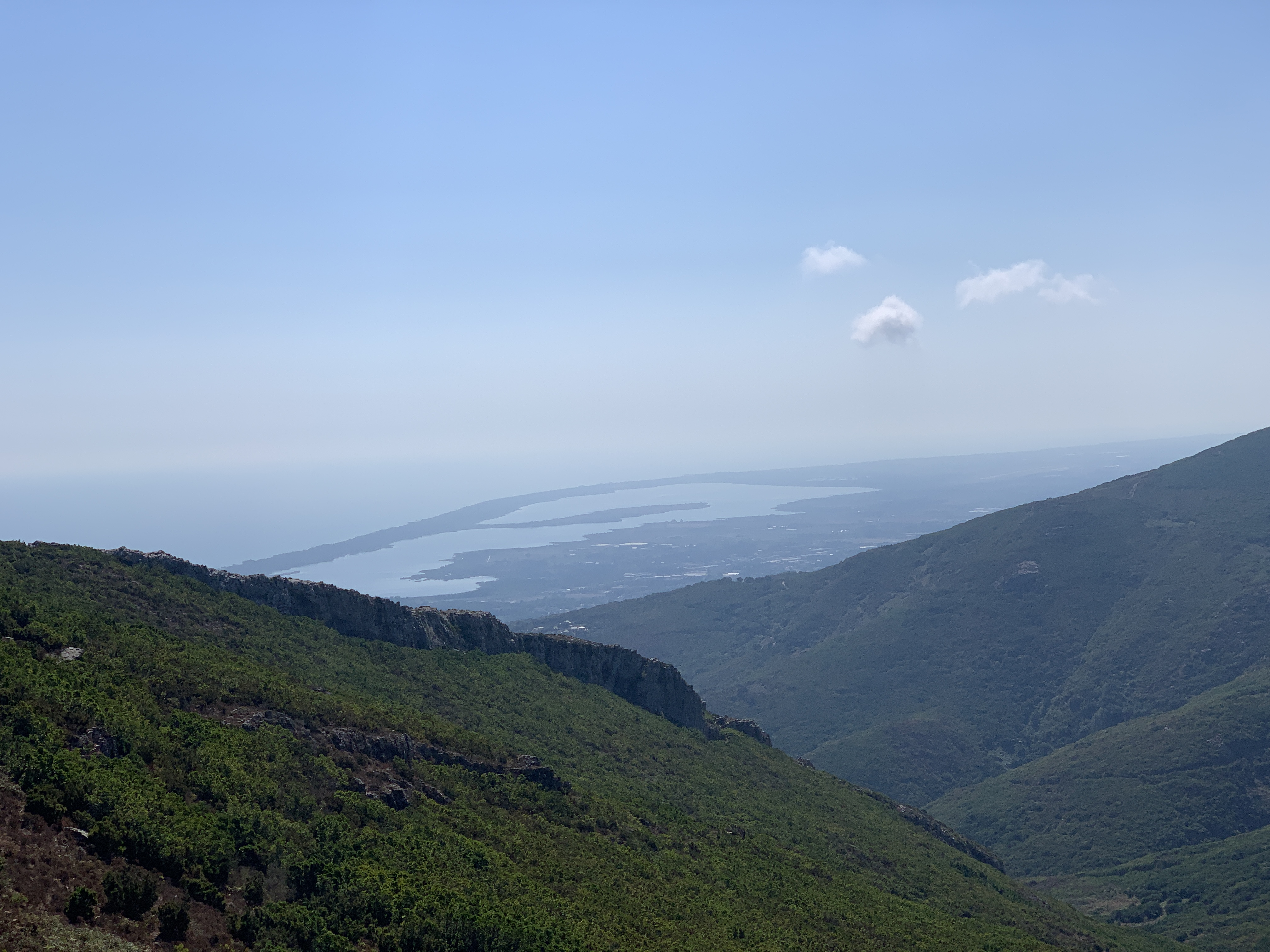
Laguna de Biguglia, en la costa de Córcega

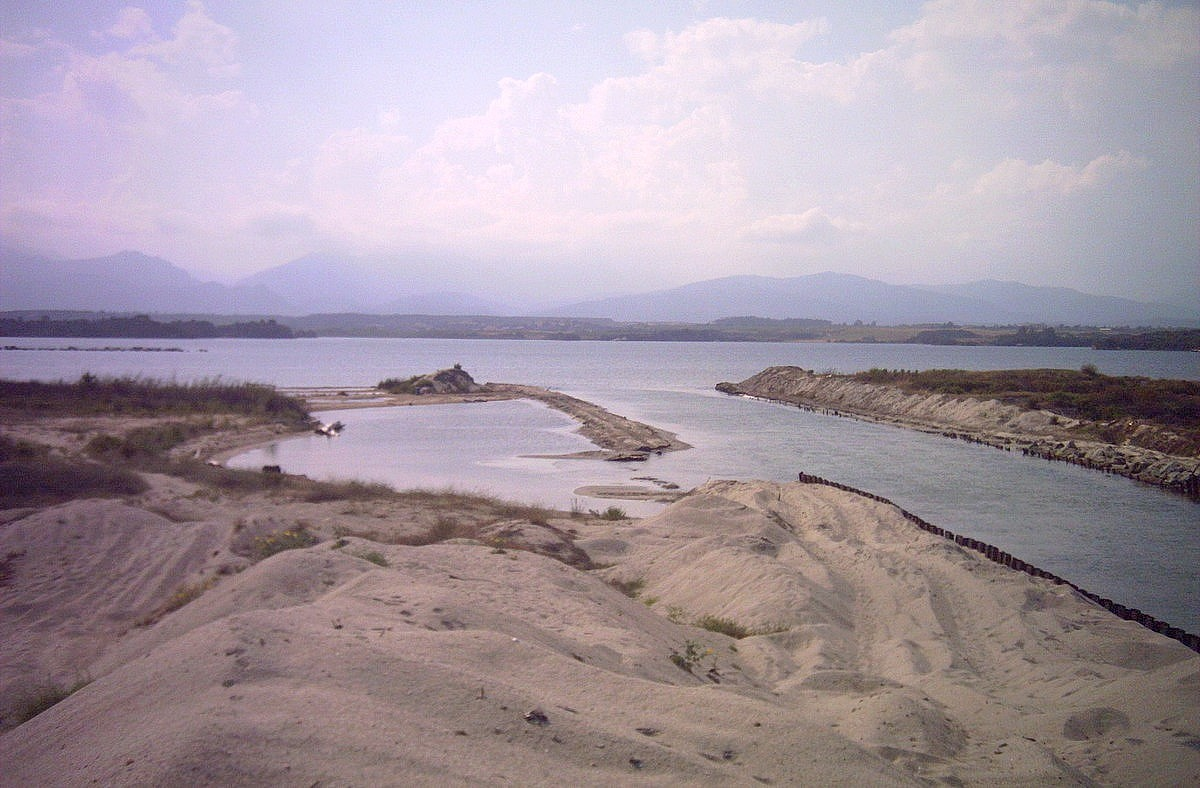
Laguna de Urbino en la Alta Córcega.

La isla de Córcega, de 8680 km2, tiene una superficie de bosques de 5070 km2, el 58%, siendo la isla más boscosa del Mediterráneo. La Oficina Nacional de Bosques se hace cargo de la gestion de esta masa forestal, que incluye bosques territoriales, bosques departamentales y bosques colectivos de la isla, unos 1503 km2. Las especies resinosas ocupan cerca del 60% de la superficie boscosa. En 2006, se comercializaron 45.000 m3 de madera, que en 2019 habían bajado a 19.250 m3. El bosque privado representa el 80% del total (en 2014, 3930 km2) y está muy fragmentado, por ejemplo, 1000 km2 pertenecen a 73.000 propietarios.

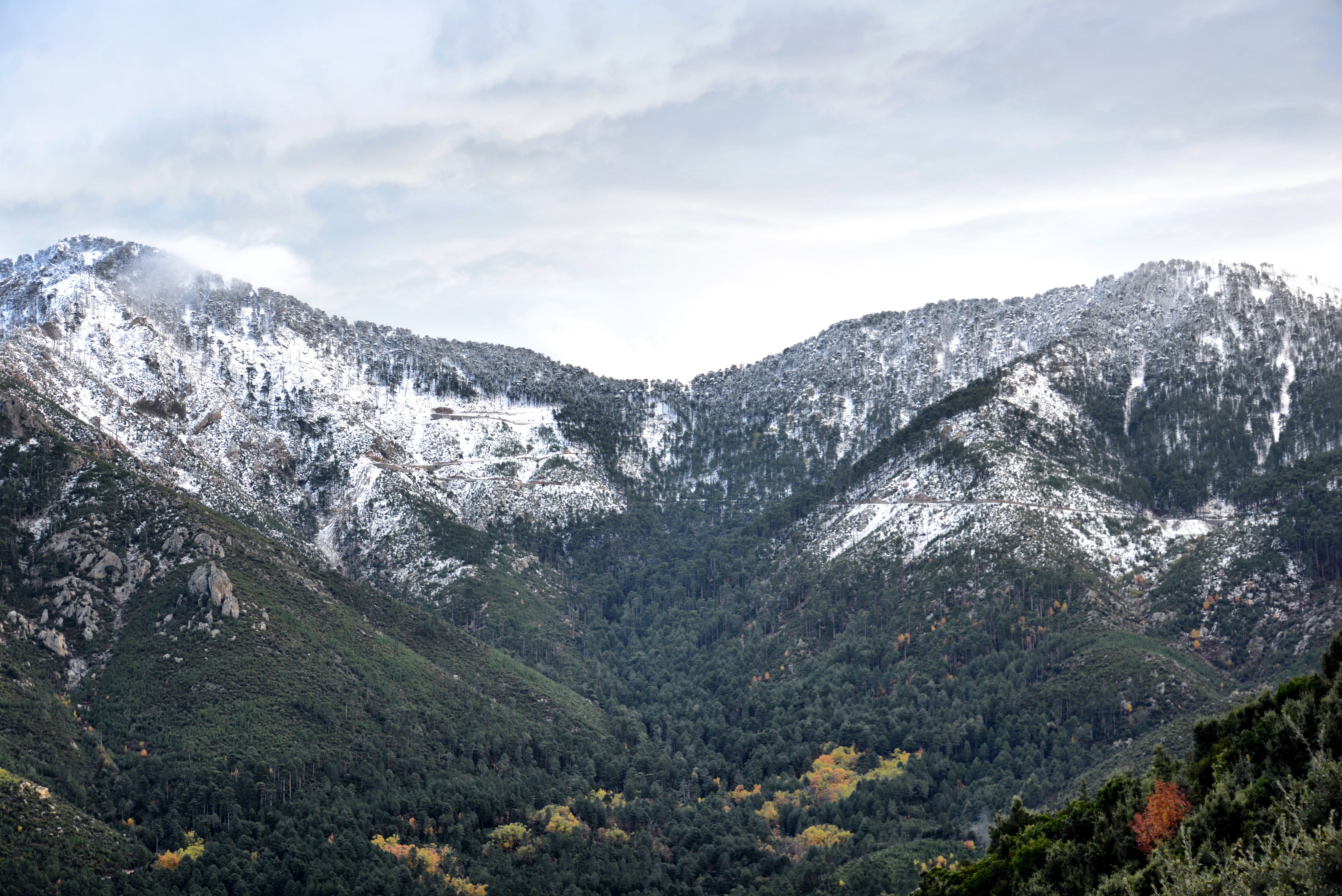
Collado de Sorba, donde se encuentra el bosque estatal de Rospa-Sorba.

- Bosque estatal de Rospa-Sorba (parte sudeste), 238 ha. La Zona de protección especial (ZPS) es solo una parte del bosque, con ejemplares de pino laricio de Córcega de gran tamaño. El bosque grande, de 766 ha, se extiende por cinco municipios en un macizo montañoso forestal de la Alta Córcega, entre 930 y 1565 m, en las vertientes septentrionales de una línea de cresta al nordeste del macizo de Renoso. Dentro del bosque hay una Zona natural de interés ecológico, faunístico y florístico (ZNIEFF), de 22 km2, al este de Vivario, con un bosque de pino laricio de Córcega y un sotobosque de brezo arbóreo, con pino marítimo en las zonas bajas, encina en zonas rocosas y aliso en los valles. Hay otra ZNIEFF en la meseta de Caralba, que está formada por un abetal de 88 ha. En la zona hay dos especies de interés, el pájaro trepador corso y el musgo Buxbaumia viridis. Otra zona de protección es un bosque puro de pino laricio, que forma parte de un sitio de interés comunitario de 132 km2 que forma parte de la red Natura 2000. Es característico de la zona el pino laricio con el arbusto Anthyllis hermania y la presencia de murciélagos raros en Europa, como el nóctulo mayor, descubierto en 1998, así como varios anfibios, entre ellos el sapillo pintojo sardo.[15]

- Bosque territorial del Fium d'Orbu (parte sudeste), 154 hectáreas. Una parte del bosque de Fium d'Orbu en la Córcega Oriental. Curiosamente, el pino laricio está ausente de las zonas protegidas, pero la zona destaca por su bosque de tejos en excelente estado. Hay además alisos, encinas y pinos marítimos. El municipio de Serra di Fium’Orbu es marítimo, con un litoral costero de 6 km y un vasto complejo de zonas húmedas en la desembocadura de los ríos Fium’Orbu (o Fiumorbo) y Abbatescu. Los bosques de Fiumorbo son Zona natural de interés ecológico (ZNIEFF) e incluyen el bosque territorial de Fium d'Orbu, el bosque territorial de Pietrapiana, el bosque comunal de Poggio di Nazza y varios bosques privados que cubren en total 445 ha.[16] El área está cubierta sobre todo de hayas, abedules, abetos y pinos.[17]

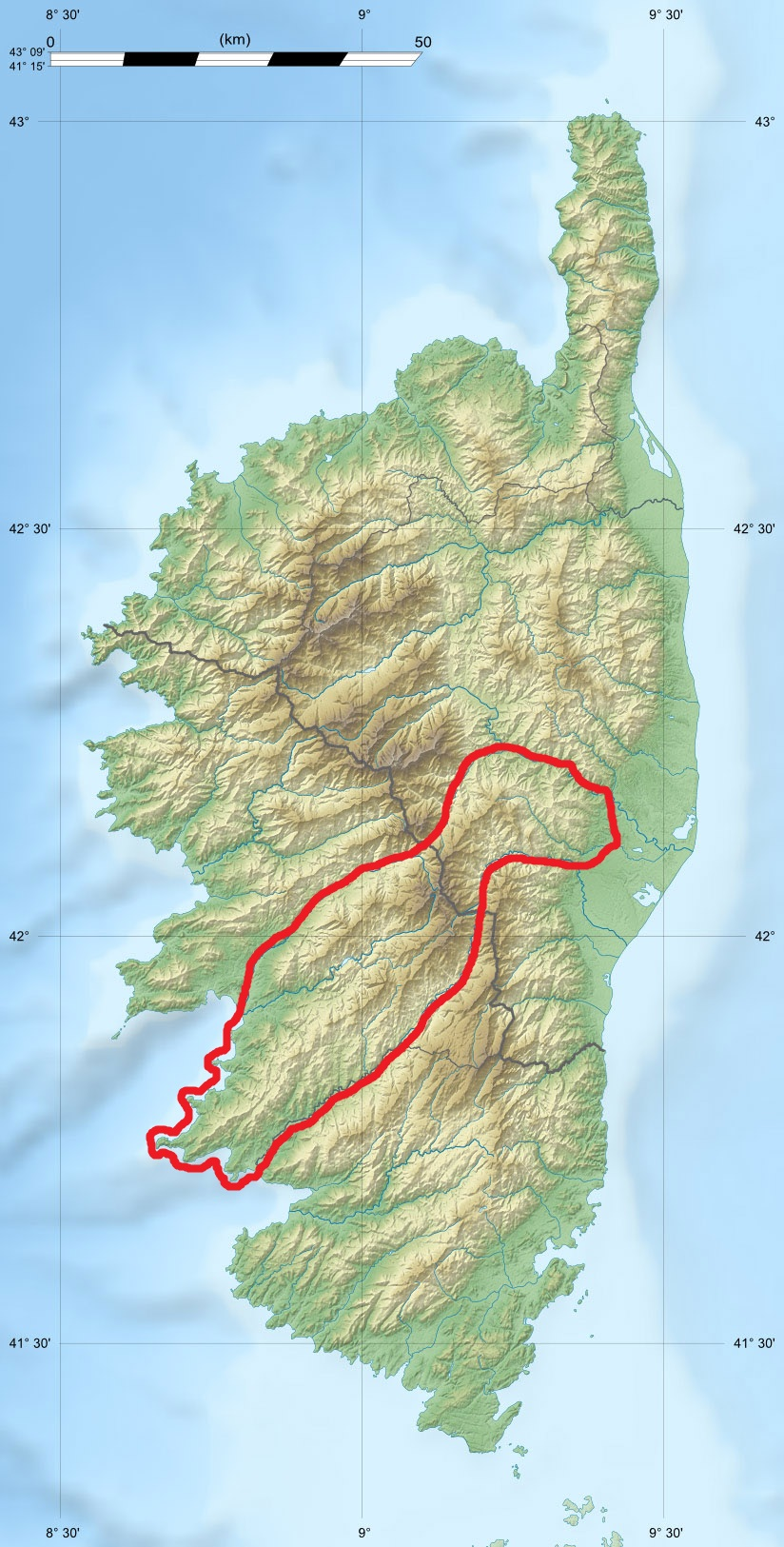
Región del macizo del Renoso

- Macizo del monte Renoso, 61 km2. El macizo del monte Renoso es una cordillera en el sur de Córcega que toma el nombre del monte Renoso, el más alto, de 2352 m. El macizo es uno de los cuatro bloques montañosos de Córcega, los del monte Cinto, el monte Rotondo, el monte Incudine y el del Renoso, los cuales forman la Córcega cristalina, formada por rocas magmáticas como granitos, granulitas, pórfidos y riolitas. El Renoso es más abierto que los septentrionales, tiene como frontera por el sur el río Taravo, al oeste las colinas del Ajaccio y al este el río Fium'Orbo.

- Macizo del monte Rotondo, 153 km2. Es una cadena de montañas en el centro-oeste de Córcega que toma el nombre del monte Rotondo, de 2622 m. Se localiza entre el Col de Vergio y el Col de Vizzanova (1163 m).

- Macizo del Tenda y bosque de Stella, 30,55 km2. El macizo del Tenda es el más septentrional de la isla, el último bastión de la Córcega granítica. Prolongado al norte por el macizo litoral del Agriate, tiene forma de un cruasán que cierra la cuenca del río Oru. El eje va de noroeste a sudeste. Sus alturas son menore que las de otros macizos. El monte Astu culmina a 1535 m, y el monte Reghja di Pozzu a 1469 m. Desde las alturas se ve la península del Cap Corse. La cubierta vegetal es escasa, con landas con brezos, algunos bosquetes aislados, encinas, algún castaño y algún pino laricio.[18] El bosque de Stella  está dividido en dos, una parte privada y otra qe forma el bosque territorial de Stella, propiedad de la CTC (Colectivité territorial de Corse). La parte baja está degradada por el pastoreo. La parte alta alberga especies mesófilas: encina y roble, y más arriba, tejos, castaños y acebos con algún pino laricio. El conjunto de macizo y bosque forma parte de la red Natura 2000.[19]

- Macizo montañoso del Cinto, 138 km2. Uno de los cuatro macizos montañosos graníticos de Córcega, al noroeste de la isla. Es el más alto y culmina en el monte Cinto, de 2706 m. Está bordeado al sur por el valle del Golo, el río más largo de la isla, y está atravesado en sus dos vertientes por los valles de los ríos Figarella, Fango, Tartagine y Asco. Al sur se encuentra el macizo del monte Rotondo y al este los macizos esquistosos del monte San Petrone y el monte Astu. Las montañas se suavizan progresivamente hacia los golfos de Calvi, Galeria y Porto, hacia el oeste, y el litoral de la Balagna, al norte.

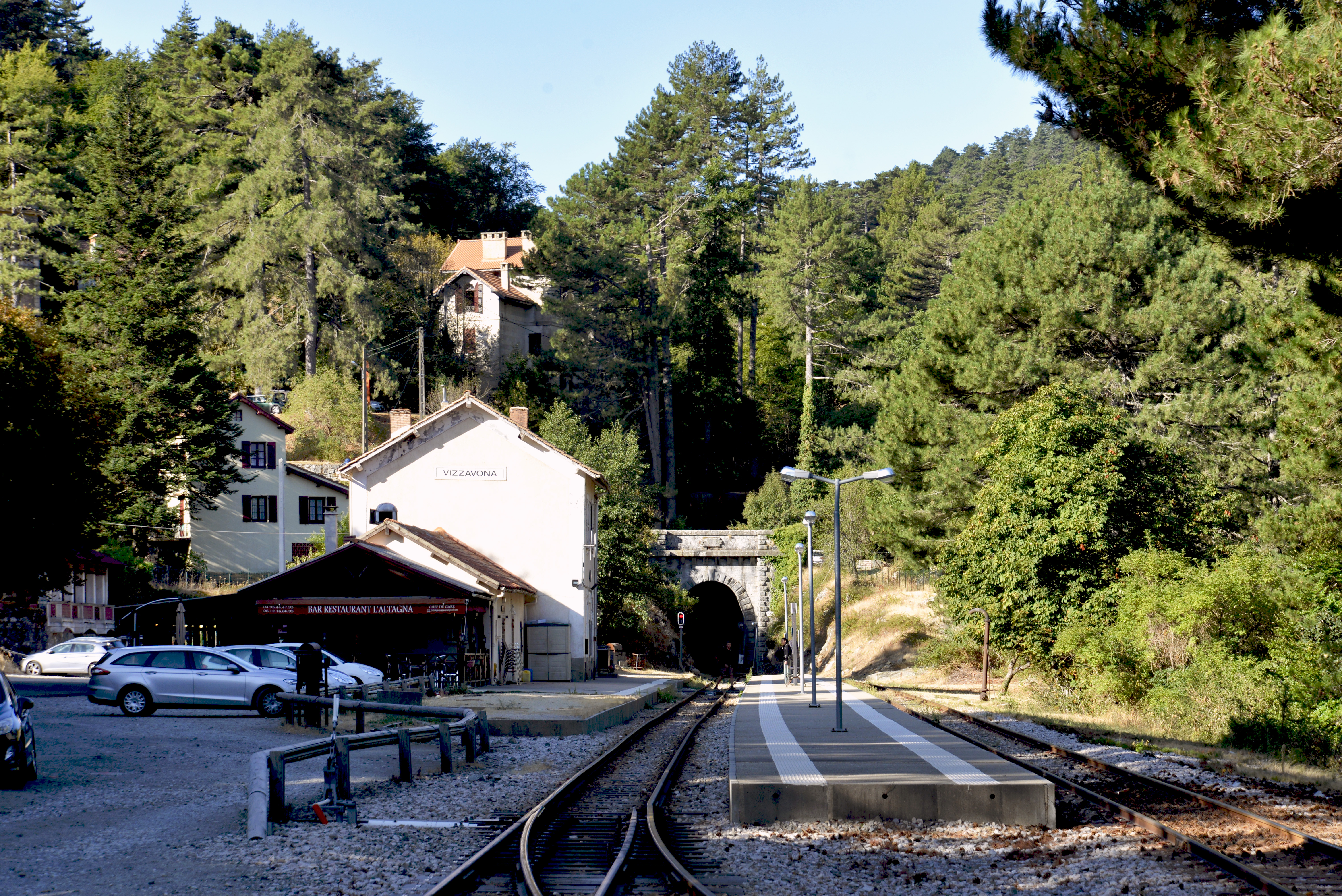
Estación de Vizzanova

- Monte de Oro/Vizzanova, 25,53 km2. Es una cima del macizo del monte Rotondo. Con 2390 m y su posición central, es una de las principales cumbres de la isla. Su vertiente oriental está cubierta de un notable bosque de pinos, el bosque territorial de Vizzanova. Las vertientes norte y oeste son más rocosas. El valle del Agnone, el sudoeste es apreciado por las balsas y cascadas, entre ellas la Cascada del Inglés, a 1092 m. Según la leyenda, el nombre viene de un pastor que vio, tras una tormenta, brillar como el oro las aguas que bajaban por los flancos de la montaña.[20] Vizzanova es una aldea del municipio de Vivario, a una altitud media de 900 m, con una quincena de casas, dos hoteles restaurante, un bar y un refugio para montañeros de la ruta del GR-20. También es accesible por los Ferrocarriles de Córcega.

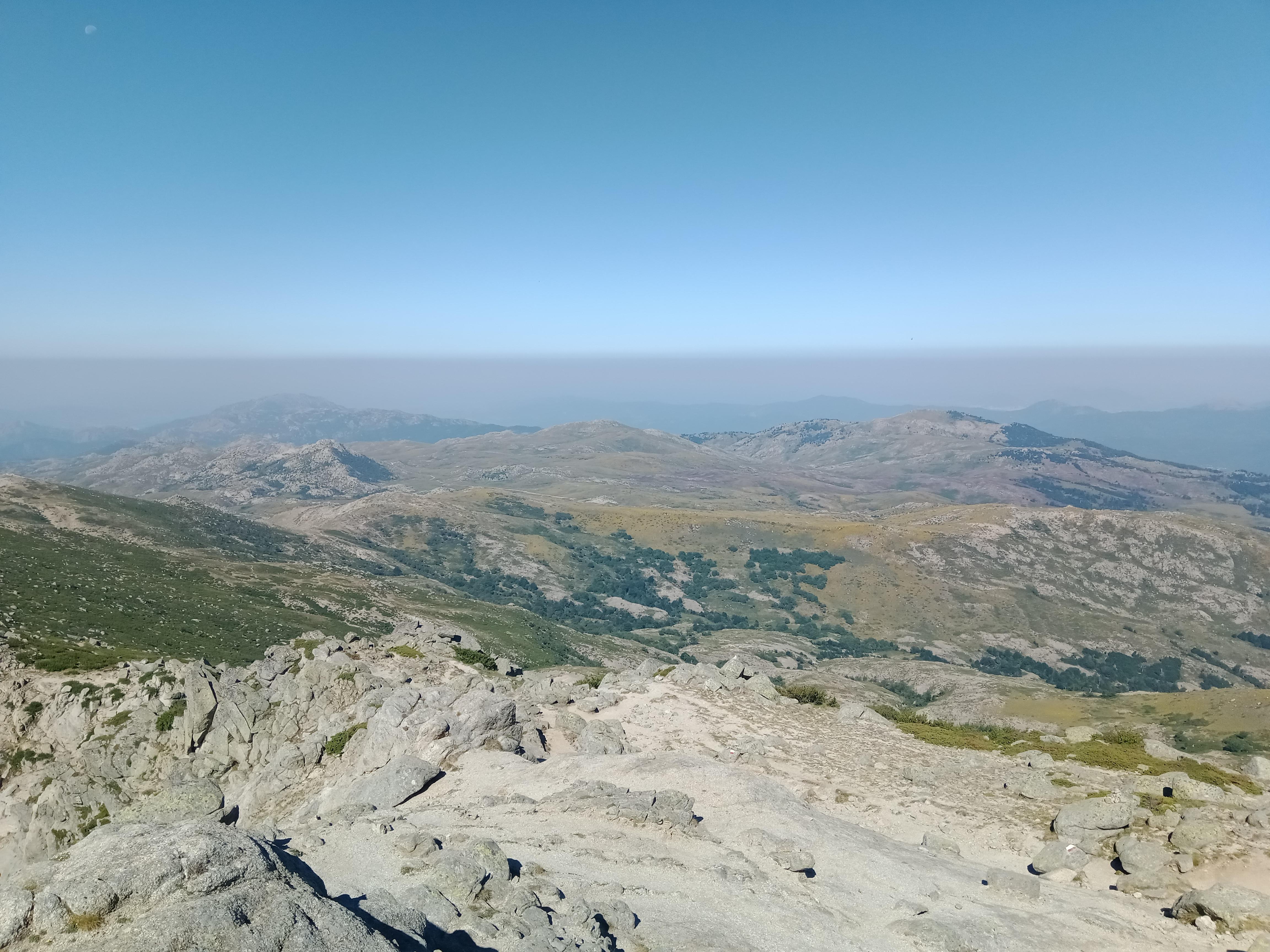
Meseta del Coscione y monte Incudine

- Meseta del Coscione y macizo del Incudine, 112,28 km2. El macizo del Incudine es el más meridional de los cuatro macizos ígneos del centro de Córcega. Es el más meridional y culmina en el monte Incudine, de 2134 m. La meseta del Coscione se encuentra en el macizo del Incudine a 1500 m de altitud; posee numerosas majadas y refugios y está atravesado por nuemrosos senderos, como el GR-20.

- Porto/Scandola/Revellata/Calvi/Calanches de Piana (zona terrestre y marina), 503,54 km2, desde 2002. En la costa occidental, más del 80 por ciento es superficie marina. Engloba parte de los siguientes municipios: Calenzana, Calvi, Cargese, Galeria, Osani, Ota, Partinello, Piana y Serriera. El 12% se halla en Córcega del Sur y el 5% del área terrestre en la Alta Córcega. El 81% es mar o un brazo de mar, el 1% son marismas y estepas salinas, el 6% son zonas guijarros, acantilados marinos e islotes, el 8% son landas, matorrales, maquis y garrigas, el 2& son bosques perennes no resinosos, como encinas, y el 2% son roquedos o dunas. La península de Scandola se subdivide en dos dominios distintos por una gran falla curva que va de la marina de Elbo a la Cala Vecchia. El gran Rouge de Porto es un granito calco-alcalino de zócalo en cuyo granito rojo alfora un granito blanco y los gabro granitos de Ota de la Córcega occidental.[21][22]

- Río Solenzara, 42 km2. En los municipios de Quenza, Zonza, Solaro y Sari-Solenzara. Se superpone en parte con la zona de protección especial Aguja de Bavella, al oeste, con crestas, aristas rocosas y valles profundos que forman arroyos y torrentes que alimentan la cuenca del Solenzara. La zona protegida está cubierta de vegetación entre 200 y 1100 m. Entre los diversos tipos de bosque destacan los de tejos y pinos. Hay unas 260 especies vegetales, entre las que destaca la rastrera Herniaria litardierei y la Genista aetnensis.[23]

- Río y valle del Fango, 189,64 km2. Forma parte de la Reserva de la biosfera de Falasorma-Dui Sevi desde 2020. Su centro es el bosque de Piriu, formado por pinos marítimos y negros, así como remarcables encinas centenarias que se encuentran entre las más viejas del mundo. El encinar de Piriu (77,9 ha) no se explota desde 1850. La cuenca del río Fango abarca unos 251 km2. Nace bajo el monte Capo Tafunatu, de 2256 m, y recorre 24 km hasta el golfo de Galeria. Como es propio del Mediterráneo, la vertiente norte está cubierta de bosques, y en la vertiente sur se sitúan los pueblos. En el delta, que es un estuario clásico, hay un cordón de dunas, con encinas, olmos y sauces.[24]

## Reservas biológicas

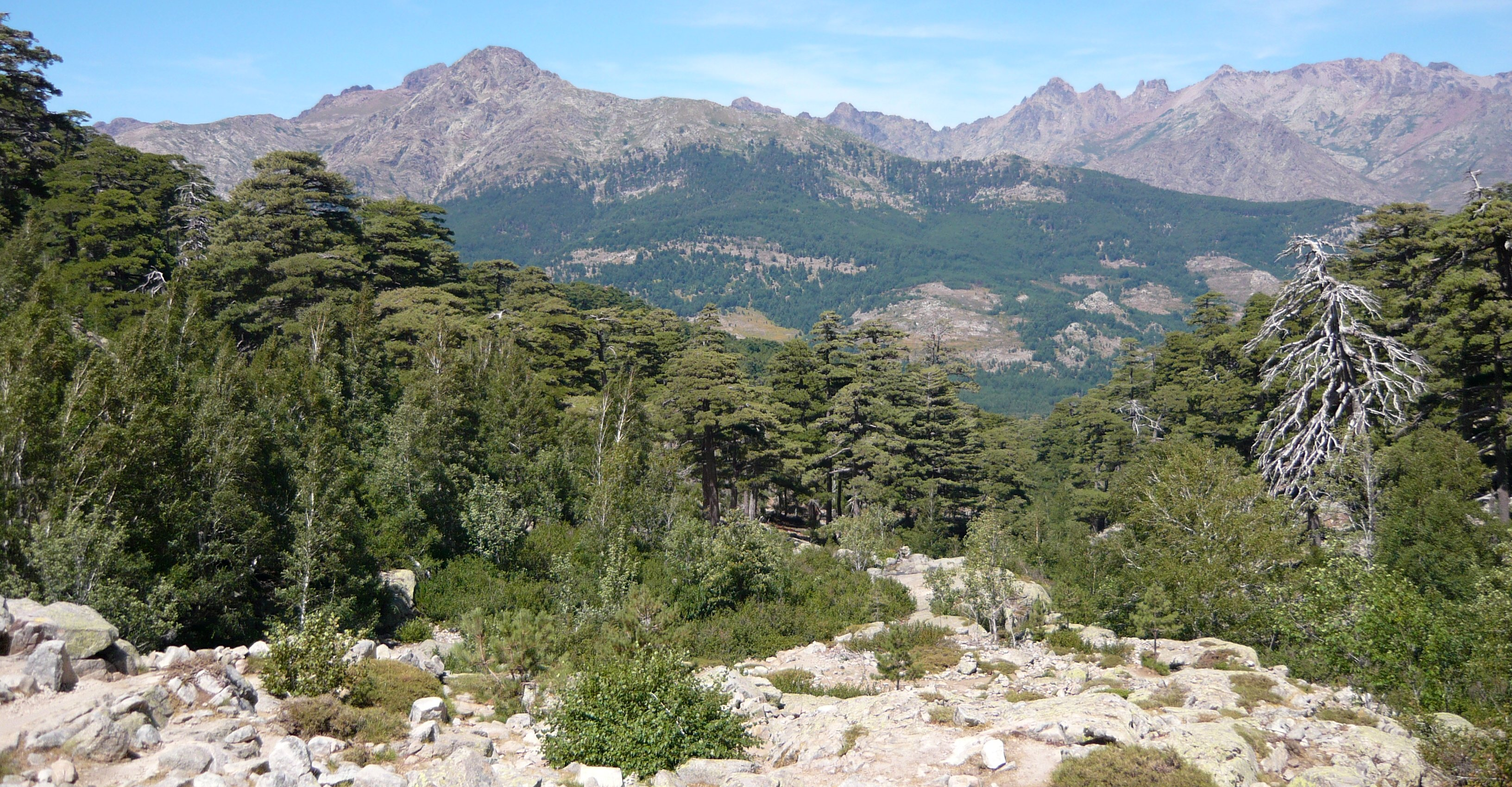
Pino laricio de Córcega en el bosque de Valdu Niellu

- Reserva biológica de Valdu Niellu, 44 km2. En la Córcega Alta, la reserva incluye el bosque territorial de Valdu Niellu. Este está adosado al norte de la principal cadena montañosa de Córcega, el macizo de Cinto, en el valle alto del río Golo, sobre suelo siliceo poco profundo con una base de granito, poblado por pino laricio en más de la mitad de su superficie, seguido de un aliso arbustivo endémico conocido como aulne odorante (Alnus alnobetula subsp. suaveolens), sin tronco, que no sobrepasa los tres metros y forma matorrales impenetrables en la umbría de lugares húmedos entre 1600 y 2000 m. En menor medida hay hayas y abedules. Entre las aves, el trepador corso, el águila real y el quebrantahuesos, y entre los mamíferos, el muflón. La reserva es conocida por las cascadas y balsas a lo largo del río Radule.[25]

- Reserva biológica estatal integral del Malazanca (78-83 ha) y parte del bosque territorial del Fango (4352,5 ha), que está formado por los macizos de Lucciu, Tetti, Perticatu-Malazanca y Filosorma (este último para la protección del muflón), en los municipios de Galeria y Manso. Incluidos en el Parque regional de Córcega y en la ZNIEFF FR940057 del valle del Fango. La reserva de Malazanca, en el municipio de Galeria, es un lugar único para observar la evolución del bosque denso de encinas (yeuseraie).[26]

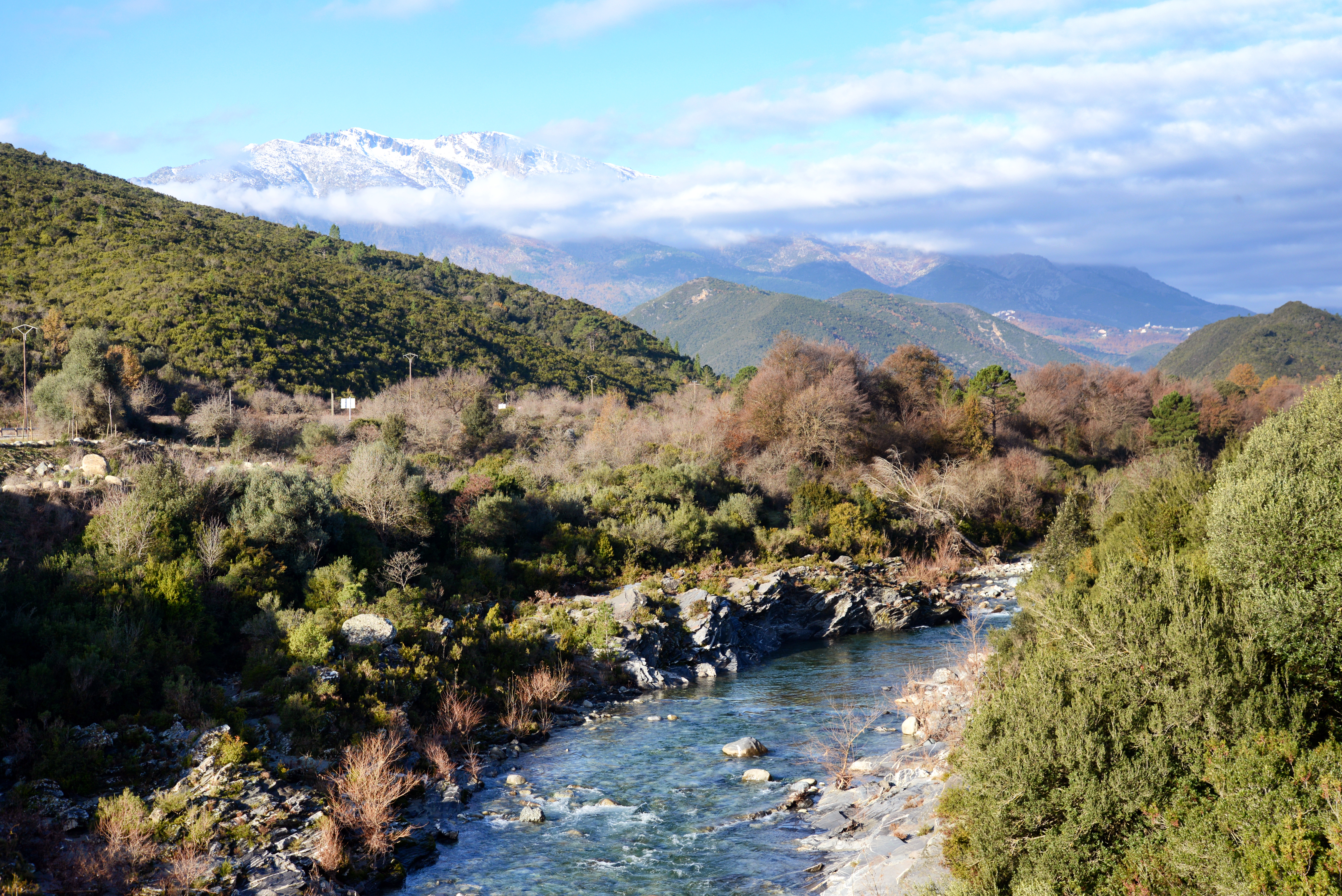
Río Tavignano aguas arriba del puente genovés

- Reserva biológica integral de Punteniellu, 6,13 ha. En 41°59'5.28"N y 9°6'45.036"E.[27] La reserva integral se encuentra dentro del bosque territorial  de Punteniellu, en los municipios de Ciamanacce y Tasso, con una superficie de 382 ha, de las que 301 están arboladas. Este bosue está dentro del parque regional, del ZNIEFF y de la red Natura 2000. La reserva de solo seis hectáreas es una unidad de conservación de recursos genéticos del abeto blanco o común. El resto del bosque se usa para su explotación y para la protección. En parte está mezcaldo con hayas.[28]

- Reserva biológica integral de Sabinetto, 210 ha. En 42°17'0.744"N y 8°44'26.556"E. Cuatro tipos de murciélago: nóctulo pequeño, murciélago común, Rhinolophus hipposideros y  murciélago rabudo.[29]

- Reserva biológica integral de Tavignano, 50 ha, desde 1984. Es una parte del bosque comunitario de Tavignano, de 1956 ha, destinado a la explotación de maderas resinosas, principalmente pino laricio. La reserva se crea para estudiar la evolución del bosque sin intervención humana.[30] El Tavignano es un río de 88,9 km de longitud, que nace a 1743 m en el lago Nino, bajo el Capu u Tozu, de 2007 m. Cruza la localidad de Corse, donde recibe al río Restonica, y desemboca al sudeste del mar Tirreno, cerca de Aléria. Entra en el mar a través de los lagos de Diana y Sale. La desembocadura del Tavignano y las zonas húmedas adyacentes forman parte de la red ZNIEFF (zonas naturales de interés ecológico, faunístico y florístico) de Francia con una extensión de 266 ha.[31] Asimismo, el valle inferior del río Tavignano forma parte de la Red Natura 2000 con una extensión de 770 ha desde el mar hasta una altura de 200 m. Posee bosques de galería de sauces y chopos. En los estanques hay Ranunculus fluitans y Callitriche.[32]

## Sitios Ramsar

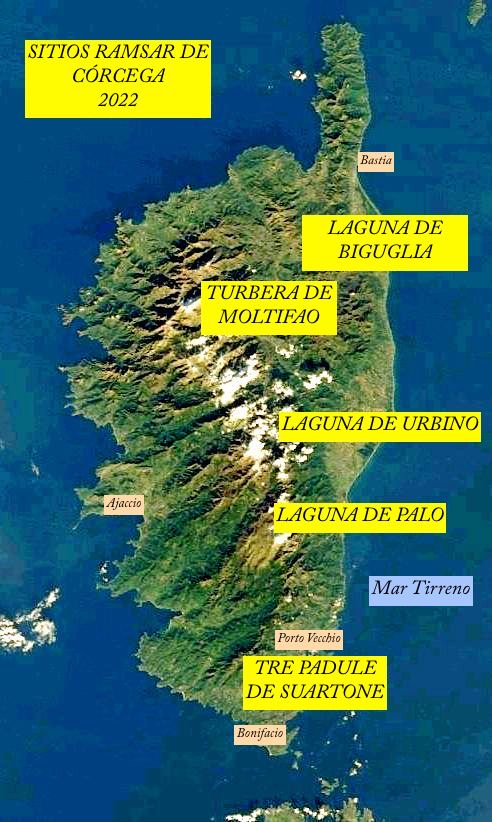
Sitios Ramsar de Córcega

- Laguna de Biguglia (Étang de Biguglia), 17,9 km², 42°36’00’’N 09°29’00’’E. En Córcega, en la desembocadura del río Bevinco, frente al mar Tirreno, donde se forma una laguna costera de 14,5 km², dividida en dos partes por la península de San Damiano y separadas del mar por un cordón litoral (el lido de la Marana), convertido en una zona residencial. Se extiende a lo largo de las comunas de Lucciana, Borgo, Biguglia y Furiani. Tiene 11 km de longitud y unos 2,5 km de anchura, con una profundidad media de 1 m. Está unida al mar por un canal de 1,5 km al norte y al río Golo por otro canal al sur. En su entorno hay un humedal con arbustos y carrizales, junto con una zona agrícola de inundación con canales de riego al oeste. Hay numerosas aves acuáticas, entre ellas somormujos, cormoranes, patos, gansos y cisnes, reptiles como la tortuga mediterránea y mamíferos como el murciélago ratonero patudo. También hay anguilas.[33]

- Laguna de Palo (Étang de Palo). Pequeña laguna costera salina de 2,12 km2 en la costa este de Córcega, al norte del río Travo y al sur de Ghisonaccia, temporalmente conectada con el mar por un estrecho canal que se abre para regular la concentración de nutrientes y al mismo tiempo evitar la eutrofización. Es la cuarta laguna más grande de la isla; con su playa de arena y la vegetación circundante constituye un importante ecosistema. Alberga especies raras de plantas como Kosteletkya pentacarpos[34] y varios tipos de murciélagos, como el murciélago de bosque, el murciélago de cueva, el murciélago ratonero patudo y el murciélago ratonero pardo. Pertenece a la región de Prunelli-di-Fiumorbo.[35]

- Laguna de Urbino, en el este de Córcega. Con 790 ha es la segunda de la isla. Es una laguna marítima con una profundidad máxima de 9 m separada del mar Tirreno por un cordón litoral con dunas sobre las que crecen el enebro marítimo, la sabina negra y el pino marítimo. Se han catalogado 113 especies de aves, de las que 37 anidan en el lugar, como las especies raras en Córcega, pato colorado y tarro blanco, así como el pez endémico del norte del Mediterráneo Aphanius fasciatus.[36]

- Lagunas temporales de Tre Padule de Suartone, 218 ha, 41°28'N 09°13'59"E. En el extremo sur del departamento de Córcega del Sur, en la comuna de Bonifacio y a 10 km de esta localidad. La reserva es un humedal que protege cuatro lagunas temporales (padule en idioma local) situadas sobre la meseta granítica de Campucelli, y su entorno, con arroyos temporales, praderas húmedas, superficies rocosas, vegetación enana, etc.[37]

- Turbera de Moltifao, 33 ha,  42°28'51"N 09°09'12"E. Reserva natural forestal y área de protección de biotopo. Turbera activa al sudeste de la isla, en la divisoria de aguas del valle del Asco. Hay tres especies de Sphagnum y la orquídea Liparis loeselii, así como 9 especies de murciélago, entre ellos el murciélago ratonero grande, 4 de reptiles, entre ellos el galápago europeo, y 2 de anfibios, como la protegida salamandra de fuego corsa (Salamandra corsica).[38]